# Elecciones generales de Uruguay de 2019
Las elecciones generales de Uruguay de 2019 se llevaron a cabo el domingo 27 de octubre de 2019; ese día se eligieron los 30 senadores y 99 diputados de la XLIX legislatura. Como ninguna de las fórmulas presidenciales obtuvo la mayoría absoluta de votos emitidos, se realizó una segunda vuelta (balotaje) el domingo 24 de noviembre de 2019 entre las fórmulas Daniel Martínez-Graciela Villar y Luis Lacalle Pou-Beatriz Argimón para elegir presidente y vicepresidente. Por primera vez en la historia electoral del Uruguay, hubo que esperar hasta después del balotaje para saber el resultado definitivo de la votación que permitiese afirmar de manera fehaciente cuál era la fórmula ganadora, pues fue el 28 de noviembre (4 días después) cuando se dieron a conocer los resultados definitivos. 
En dichas elecciones, participó un 10 % de la población por el voto obligatorio del país.

## Características
El voto en Uruguay es obligatorio y quien no pudiese votar sin causa fundada incurrirá en una multa o se verá sancionado con la imposibilidad de realizar varios trámites públicos. Según la Constitución de Uruguay, el voto no es solamente un derecho del ciudadano sino que es, sobre todo, un deber como ciudadano, además de una obligación.
Se celebrará la primera vuelta de las elecciones de Presidente y Vicepresidente. Cada partido político presenta un único candidato a la elección nacional, definido a través de las elecciones internas de junio.
El mismo día se eligen todos los senadores y diputados que integrarán la XLIX Legislatura del Poder Legislativo de Uruguay.
Los candidatos oficiales a las elecciones presidenciales se definen a través de las elecciones internas llevadas a cabo el mismo año. Para que un lema pueda presentarse a dicha instancia debe alcanzar al menos 500 votos en la elección interna.

## Particularidades

### Cantidad de partidos y listas
Fue inédita la cantidad de partidos que tuvieron chances de obtener bancas en el Parlamento; esto complicaría la gestión gubernamental del próximo presidente. Según anunciaban las encuestas del mes de junio, hasta 9 partidos podrían obtener representación parlamentaria, en un hecho inédito. Desde entonces se comenzó a hablar de "un futuro gobierno de Coalición Multicolor".
Por otra parte, es de destacar el nacimiento del partido Cabildo Abierto, de tendencia ideológica artiguista .
En esta elección se presentaron casi 1000 hojas de votación en todo el país, en lo que se consideró una gran dispersión electoral.
Finalmente, 7 partidos obtuvieron representación en la Cámara de Representantes: Frente Amplio, Partido Nacional, Partido Colorado, Cabildo Abierto, Partido Ecologista Radical Intransigente, Partido de la Gente y Partido Independiente; y fue notorio que otros dos quedaron fuera por unos pocos miles de votos: el Partido Verde Animalista y la Unidad Popular.

### El electorado cada vez más impredecible
Después de que las pasadas elecciones nacionales de 2014 significaran un revolcón para las encuestadoras, todas se cuidaron a la hora de pronunciar pronósticos, que se fueron haciendo cada vez más inciertos y con final abierto. En palabras textuales del politólogo Óscar Bottinelli, a un mes de las elecciones todavía existió "la incertidumbre de una moneda tirada al aire".
En esta elección, alrededor del 10 por ciento de los habilitados para votar lo hicieron por primera vez. Y se consideró que, tras varias elecciones en las que el Frente Amplio era el claro favorito entre los más jóvenes, la tendencia podría revertirse, con resultado de bandera abierta, en especial en el Parlamento.
Es marcada la diversidad del electorado que, según especialistas, tiende a dividirse en cuatro grandes grupos etarios: los de mayor edad, comúnmente ligados a los partidos tradicionales; los que les siguen, que experimentaron la deriva autoritaria y el nacimiento del Frente Amplio; una tercera generación más indefinida, con una tendencia global hacia la centroizquierda; y los más jóvenes, que se han criado viviendo en administraciones frenteamplistas, ahí comienza una especie de repunte del voto nacionalista y de las opciones tradicionales, más que nada como un fenómeno desafiante. Por otra parte, está claro que la separación en el tiempo de las elecciones nacionales, departamentales y municipales está dando mayor empoderamiento local y, también, acostumbrando al electorado a cambiar de partido según conveniencia.
Especialistas como Óscar Bottinelli afirmaron que a esta elección la puede definir la clase media en función de la percepción que tuviera de la gestión de gobierno del oficialismo. Por su parte, Equipos consideró que un 36% del electorado es "flotante", y puede variar mucho su decisión dentro de un clima hiperestimulado comunicacionalmente.

### Influencias de la región
En general, las elecciones uruguayas tienen un comportamiento autónomo respecto de lo que sucede en la región, si se piensa en términos estrictamente políticos. No obstante, tras el triunfo del conservador de derecha Jair Bolsonaro en Brasil, un sacudón recorre también las expectativas del sistema político uruguayo. Al contrario de lo que sucede en Europa, en donde el impacto de la inmigración es un tema candente en la actualidad electoral, Uruguay no parece tenerlo entre sus prioridades.

### Temas y debates
La seguridad pública, la educación y la economía aparecen como los temas que causan mayor preocupación entre los votantes. No obstante, también se mencionan la cultura en su sentido más amplio y la política ambiental, que pocos candidatos encaran en sus apariciones públicas. El futuro de la seguridad social con la problemática del financiamiento del Banco de Previsión Social en el horizonte es motivo de propuestas de reforma, si bien los candidatos no profundizan en el alcance de las mismas.
Desde inicios de 2018, a raíz de las movilizaciones conocidas como Un Solo Uruguay, se instaló con fuerza en el panorama político la problemática agropecuaria. Frases como "la locomotora del país", "el petróleo uruguayo", "el pulmón de la economía", se hicieron habituales en los discursos de los candidatos presidenciales.
En la anterior elección se aplicó la cuotificación de género; la mujer en política continúa siendo uno de los temas más trascendentes en la agenda, y siguen apareciendo nuevas dirigentes políticas en todos los partidos. En lo que refiere a temas de género y política, la problemática de la violencia de género tuvo un punto álgido poco después de anunciarse la postulación a cargos electivos del cantante tropical Gustavo Serafini, "el Gucci".
El proyecto de instalación de una nueva planta de celulosa por parte de la empresa finlandesa UPM también es un factor que podría tener considerable influencia en los mensajes de los candidatos.
Para el espectro de izquierda aparece como un factor problemático la toma de postura sobre la naturaleza del gobierno de Nicolás Maduro y el reciente informe de la comisionada Michelle Bachelet acerca de la crisis en Venezuela.
En plena campaña electoral se trató a nivel parlamentario una ley que obligará a los candidatos únicos a debatir ante los medios de comunicación masiva. En particular, se pactó la realización de un debate televisado entre los candidatos Lacalle Pou y Martínez, que tuvo lugar el 1 de octubre en los estudios de Canal 4. Pero también hubo un debate entre asesores en materia económica: la blanca Azucena Arbeleche, el frentista Christian Daude y la colorada Ana Inés Zerbino.

### Polémicas en la campaña
Además del episodio de "El Gucci" que dividió al Frente Amplio, hubo otros hechos polémicos que se registraron durante la campaña. El primero de ellos fue la condena del candidato del Frente Amplio, Daniel Martínez, hacia el mandato de Nicolás Maduro en Venezuela, generando revuelo en la interna de su partido.
Por otra parte, los candidatos del Partido Verde Animalista y el Partido Ecologista Radical Intransigente, tuvieron un altercado en un programa de televisión, durante un acalorado debate. Continuando con los partidos menores, generó controversia la afirmación del candidato a presidente de la Unidad Popular, quien afirmó en una entrevista que "Cuba no es una dictadura, sino un país agredido". Tampoco consideró dictadura al mandato de Nicolás Maduro en Venezuela, pero sí a los gobiernos de algunos países europeos, como España o Inglaterra.
Otra polémica fue que el Partido Nacional utilizara un spot publicitario para remarcar únicamente los principales errores del gobierno del Frente Amplio, con el dinero que le generó en gastos al Estado. Esta política contrasta con el lema "La Positiva", utilizado por el precandidato nacionalista Luis Lacalle Pou durante la campaña de 2014. Continuando con el Partido Nacional, desde el oficialismo se cuestionó el denominado "proyecto de ley de urgencia".
En filas oficialistas, algunos hechos que se destacan fue la afirmación de la candidata a vicepresente, Graciela Villar, de que la campaña se trataba de una dicotomía sobre "oligarquía versus pueblo", en la que debían cuidarse de la "derecha neoliberal oligárquica", el acto durante la campaña por el aniversario de la "Toma de Pando" (atentado tupamaro de la década de 1960 que terminó con algunos fallecidos), la utilización de canales oficiales como el portal de Presidencia de la República para difundir opiniones de Ministros que fueron consideradas político partidarias. Con respecto al portal de Presidencia, un fallo determinó que el gobierno deba retirar publicaciones referidas a la campaña electoral en su sitio web.Posteriormente, el fallo fue revocado de forma unánime por el Tribunal de Apelaciones de Segundo Turno porque entendió que la Secretaría de Comunicación de Presidencia cumplió con el objetivo de "promover acciones que garanticen la transparencia de la información" 
Varias de estas polémicas se vieron potenciadas por el papel de las redes sociales, resultando indispensable una buena interconexión entre sus cuentas y las de los partidos.

### Debates

Resultados legislativos.

Mucha notoriedad obtuvo el debate televisivo mantenido entre los candidatos presidenciales a la segunda vuelta electoral: Daniel Martínez del Frente Amplio y Luis Lacalle Pou de la Coalición Multicolor, el primero que se realizó en Uruguay en décadas. El debate despertó el interés de la ciudadanía, y no estuvo exento de algunas pequeñas polémicas y disímiles apreciaciones.

### De cara a una segunda vuelta
La noche del 27 de octubre se fue conociendo el respaldo sucesivo para el balotaje al binomio Lacalle Pou-Argimón por parte de los candidatos Ernesto Talvi, Guido Manini Ríos, Edgardo Novick y Pablo Mieres, mientras que Daniel Martínez se concentró en arengar al respaldo directo del electorado. Días después se selló un acuerdo electoral entre blancos y colorados, en un movimiento que fue comparado con el balotaje de 20 años antes. A principios de noviembre se firmó entre ellos un acuerdo programático titulado "Compromiso con el país".
El intendente de Canelones Yamandú Orsi asumió la jefatura de campaña de Martínez con vistas al balotaje. Además, se dieron instrucciones a toda la dirigencia frenteamplista de moderar el discurso para procurar la captación del voto extrafrenteamplista. Algunos grupos colorados apoyaron a la candidatura de Martínez, uno encabezado por Aníbal Gloodtdofsky, otro por un sobrino nieto del presidente Baltasar Brum.
El miércoles 13 de noviembre se llevó a cabo un nuevo debate entre Martínez y Lacalle Pou, dando así cumplimiento a la nueva normativa electoral.

## Plebiscito
El senador Jorge Larrañaga promovió una campaña de recolección de firmas llamada "Vivir sin miedo", argumentando que de aprobarse, se mejoraría la seguridad pública. Los aspectos más notorios de la misma se resumen así: creación de una Guardia Nacional militarizada, cumplimiento efectivo de las penas (prohibición de libertad anticipada para determinados delitos graves), cadena perpetua revisable, y allanamientos nocturnos con orden judicial (hasta la fecha, solo se permiten los allanamientos diurnos). La Corte Electoral validó la cantidad de firmas necesarias y Larrañaga convocó a votar en el plebiscito que se realizó en simultánea con los comicios de octubre.
Ninguno de los candidatos a la presidencia acompañó explícitamente la propuesta de Larrañaga, ni siquiera el propio Lacalle Pou; no obstante, muchos propusieron medidas parecidas en materia de seguridad ciudadana. De todos modos, hay listas del Partido Nacional y del Partido Colorado que se entregaron acompañadas con la papeleta por el Sí a la Reforma.
Con respecto a uno de los temas, la habilitación a realizar allanamientos nocturnos durante una investigación judicial, requiriendo la solicitud de un juez, el candidato del Frente Amplio, Daniel Martínez, tuvo una intensa discusión durante una entrevista con el periodista Ignacio Álvarez.
Finalmente, la reforma no fue aprobada, si bien el porcentaje de votación a favor fue significativo, algo superior al 46%.

## Partidos políticos habilitados para las elecciones
A continuación, un listado de los partidos políticos que se registraron ante la Corte Electoral para participar en las elecciones de 2019 y que alcanzaron el mínimo legal de 500 votos en las internas de junio. Además de ellos, hubo otros cuatro partidos que no alcanzaron dicho mínimo necesario: Partido de la Concertación, Partido Orden Republicano, Abriendo Caminos y Partido Democrático Unido. En el caso del Partido Digital, alcanzó los votos necesarios en las elecciones internas, pero no alcanzó el apoyo necesario en su convención para ratificar la fórmula del partido, por lo que su participación estuvo en duda.
|  | Partido político / Coalición        | Posición         | Ideología                                                                                              | Fundación       | Elección 2014 | Triunfos presidenciales | Votos internas 2019 |
|  | ----------------------------------- | ---------------- | --- | --------------- | ------------- | ----------------------- | ------------------- |
|  | Partido Nacional                    | Centro-derecha   | Liberalismo, socioliberalismo, conservadurismo, nacionalismo, herrerismo                               | 1836 (189 años) | Sí            | 6                       | 457.376 votos       |
|  | Frente Amplio                       | Centro-izquierda | Progresismo, socialdemocracia, socialismo, comunismo                                                   | 1971 (54 años)  | Sí            | 3                       | 259.160 votos       |
|  | Partido Colorado                    | Centro           | Batllismo, republicanismo, socioliberalismo, liberalismo, progresismo, socialdemocracia                | 1836 (188 años) | Sí            | 29                      | 184.819 votos       |
|  | Cabildo Abierto                     | Derecha          | Conservadurismo social, conservadurismo nacionalista, nacionalismo, militarismo, artiguismo            | 2019 (6 años)   | No            | 0                       | 49.485 votos        |
|  | Partido de la Gente                 | Centro-derecha   | Liberalismo económico, conservadurismo social.                                                         | 2016 (8 años)   | No            | 0                       | 6.799 votos         |
|  | Unidad Popular                      | Izquierda        | Comunismo, socialismo, marxismo-leninismo, antiimperialismo, anticapitalismo, artiguismo               | 2013 (12 años)  | Sí            | 0                       | 4.165 votos         |
|  | Partido Verde Animalista            | Centro           | Ambientalismo, antiimperialismo, antiglobalismo, animalismo, anticleptocracia, humanismo, nacionalismo | 2018 (7 años)   | No            | 0                       | 3.075 votos         |
|  | P. Ecologista Radical Intransigente | Centro           | Ecologismo                                                                                             | 2013 (12 años)  | Sí            | 0                       | 2.604 votos         |
|  | Partido Independiente               | Centro-izquierda | Socialdemocracia, progresismo, socialcristianismo                                                      | 2002 (23 años)  | Sí            | 0                       | 2.073 votos         |
|  | Partido Digital                     | Indefinida       | Democracia digital                                                                                     | 2018 (5 años)   | No            | 0                       | 605 votos           |
|  | Partido de los Trabajadores         | Izquierda        | Trotskismo, comunismo                                                                                  | 1984 (41 años)  | Sí            | 0                       | 566 votos           |

## Candidaturas
Días después de celebradas las elecciones internas, se fueron conformando las fórmulas presidenciales.
| Tras la clarísima victoria del precandidato Lacalle Pou en las internas, el sector Todos apareció como el predilecto, muchos integrantes de otras agrupaciones aspiraron a incorporarse a su estructura. No obstante, el propio Lacalle Pou apoyó a Larrañaga para que su "pata" también saliese fortalecida. Las opciones de listas al Senado son así: - Sublema Todos, hacia adelante: - Aire fresco / DALE (con Lacalle Pou-Delgado-Graciela Bianchi). - Espacio 40 (Lacalle Pou-García-Cristina Reyes) - Un acuerdo entre el Herrerismo y Mejor País" (lista encabezada por Lacalle Pou con Heber como suplente; en segundo lugar Sergio Botana con Enrique Antía como suplente, y en tercer lugar Gloria Rodríguez Santo), - Lista 200 con el exdiputado canario Julio Lara e Irineu Riet Correa. - Lista 252 de la agrupación "Adelante" encabezada por Carlos Iafigliola. - Lista 1007 con Lacalle Pou y Roxana Corbran. - Sublema Alianza Nacional: lleva a Jorge Larrañaga a la cabeza, en segundo lugar Carlos Moreira con Jorge Gandini como suplente, en tercer lugar la profesora Ana Ribeiro - Sublema Todo por el pueblo: es encabezada por Juan Sartori, Verónica Alonso y Alem García. |

| Las múltiples agrupaciones y partidos que conforman este conglomerado político negociaron nuevas alineaciones para conformar las listas al Senado. Se constituyeron los siguientes sublemas dentro del partido: - Sublema Frente futuro: - Partido Socialista del Uruguay con una lista encabezada por Daniel Olesker, Mónica Xavier, Liliana Queijo y Julio Bango. - Casa Grande con Constanza Moreira y Rafael Paternain; recibe el apoyo del Partido Obrero Revolucionario (lista 871), Izquierda Abierta (lista 5271), MAS (lista 959) y PAIS. - Sublema Más desarrollo con igualdad: - Espacio 609 con el expresidente José Mujica, Lucía Topolansky y Eduardo Bonomi a la cabeza; también apoyada por Rumbo de Izquierda de Marcos Otheguy (lista 624). - Lista 711 con Saúl Aristimuño. - Partido Socialista de los Trabajadores, lista 1968 con Dayana Pérez Fornelli. - Sublema Unidad para los cambios: - Alianza entre el Partido Comunista de Uruguay y otros, con los exprecandidatos Óscar Andrade y Carolina Cosse al senado, seguidos por Juan Castillo. Hay varias listas a diputados que apoyan esta plancha al Senado, como la Lista 1001 del PCU, la Lista Amplia, el Encuentro 18 de Agosto (lista 1808 con Verónica Mato) y el Movimiento 20 de mayo (Lista 205 encabezada por Óscar Groba). - Partido por la Victoria del Pueblo, con Roberto Conde. - Congreso Frenteamplista, Izquierda en marcha. - Sublema Progresistas: - Sector UNIR del excolorado Fernando Amado - Vertiente Artiguista, con Enrique Rubio, Amanda della Ventura y Mariano Arana (Lista 77); en alianza con el Movimiento Verde Ecologista (lista 8008) y el Baluarte Progresista (Lista 800 de Humberto Castro, Lista 817 de Daniel Alejandro, lista 1618 de Sebastián Camacho). - PAR-Plataforma, Lista 982 con Álvaro García y Cristina Lustemberg; apoyada también por la Corriente de Unidad Frenteamplista (lista 9393). - Lista con Mario Bergara a la cabeza, acompañada por varias agrupaciones, como Brazo Libertador (lista 611), Banderas de Líber, Fuerza Renovadora, entre otras. - Sublema Asamblea Uruguay + El Abrazo: - Asamblea Uruguay con Danilo Astori y Susana Hernández a la cabeza. - El Abrazo: agrupación que formaron Ir, Magnolia y Frente en Movimiento, encabezada por Patricia Kramer y Christian di Candia. - Sublema Con Seregni y con Zelmar: - Nuevo Espacio Con Rafael Michelini y Elizabeth Villalba a la cabeza (lista 99.000), en alianza con Liga Federal de Darío Pérez (lista 1813 a diputados). |

| - Sublema Ciudadanos: - Una lista propia al Senado, con Talvi seguido de Adrián Peña y Nibia Reisch. - Sublema Batllistas unidos: - Una lista que nuclea a los "dos Batllismos": Batllistas con Julio María Sanguinetti a la cabeza, y La 15 con el segundo puesto en la persona de Germán Coutinho. En tercer lugar, la dirigente tacuaremboense Susana Montaner. - Lista 14 de Sheila Duarte. - Sublema Tercera vía: - Lista 9007 con Gustavo Zubía y Enrique Navas a la cabeza. - Lista 6000 con Roberto Gossi y Gustavo Zúñiga. - Lista 336633 y otras con Edgardo Martínez Zimarioff. Durante un tiempo gravitó la posibilidad de que el senador Pedro Bordaberry volviese al ruedo político para dar batalla por reconquistar su escaño, lo que a su vez habría provocado nuevos realineamientos; finalmente dicha eventualidad no tuvo andamiento. |

| Las agrupaciones que la conforman son: - Sublema En lucha por la soberanía: - Movimiento 26 de marzo: Lista 326, con el diputado Eduardo Rubio a la cabeza. - Sublema Una propuesta de izquierda: - Compromiso socialista: la lista 565 encabezada por Roberto Kreimerman, que abandonó el Frente Amplio - Sublema El pueblo en lucha: - El Partido Comunista Revolucionario presenta su lista 960 encabezada por Carlos Sosa. - Sublema Movimiento en defensa de los jubilados y pensionistas (MODEJU): - Lista 3060 con Janet Gómez. - Sublema Humanistas: - Lista 1969 con Aníbal Terán. - Sublema Cabildo Abierto Artiguista: - Lista 2099 con Marta Belles. - Sublema Movimiento Avanzar: - Lista 13013 con Horacio Zefferino al Senado. |

| La lista al Senado está encabezada por Manini, Domenech e Irene Moreira. |

| Novick encabeza la plancha al Senado. |

| Se presentaron dos planchas al senado - Lista 409, encabezada por Gustavo Salle y Ana Cordano - Lista 8010, agrupación "Acción Cívica Renovadora", encabezada por Gustavo Salle y Enrique Viana. |

| - Lista 1330. Encabezada por Juan Álvarez al Senado) - Lista 2230, correspondiente a la agrupación REDES Ecologistas, con Marcelo Gómez Grecco a la cabeza), - Lista 696; el Movimiento de los Comunes, con Wilfredo Amaro - Lista 1222, agrupación Encuentro por la Tierra, Carlos Leivas |

| - - Lista 909. Encabezada por Mieres, Gerardo Sotelo y Denise Vaillant. - Lista 9009, Avanza país. Encabezada por Mieres y José Pablo Franzini. - Lista 144000; Movimiento ProEcología. Encabezada por Mieres y Gillespie. |

| - - En una de sus primeras actividades políticas a través de la red de redes, este partido seleccionó a su candidato a la vicepresidencia por votación en Internet. |

| - - Los integrantes de la fórmula presidencial también encabezan la lista al Senado con el número 1917. |

## Resultados oficiales

### Primera vuelta
| Partido político / Coalición                             | Fórmula presidencial                                     | Votos al partido | Porcentaje | Senadores | Diputados | Resultado             |
| -------------------------------------------------------- | -------------------------------------------------------- | ---------------- | ---------- | --------- | --------- | --------------------- |
| Frente Amplio                                            | Daniel Martínez - Graciela Villar                        | 949.376          | 39,02%     | 13/30     | 42/99     | Balotaje              |
| Partido Nacional                                         | Luis Alberto Lacalle Pou - Beatriz Argimón               | 696.452          | 28,62%     | 10/30     | 30/99     | Balotaje              |
| Partido Colorado                                         | Ernesto Talvi - Robert Silva                             | 300.177          | 12,34%     | 4/30      | 13/99     | No llegan al balotaje |
| Cabildo Abierto                                          | Guido Manini Ríos - Guillermo Domenech                   | 268.736          | 11,04%     | 3/30      | 11/99     | No llegan al balotaje |
| Partido Ecologista Radical Intransigente                 | César Vega - Andrés Chucarro                             | 33.461           | 1,38%      | 0/30      | 1/99      | No llegan al balotaje |
| Partido de la Gente                                      | Edgardo Novick - Daniel Peña                             | 26.313           | 1,08%      | 0/30      | 1/99      | No llegan al balotaje |
| Partido Independiente                                    | Pablo Mieres - Mónica Bottero                            | 23.580           | 0,97%      | 0/30      | 1/99      | No llegan al balotaje |
| Unidad Popular                                           | Gonzalo Abella - Gustavo López                           | 19.728           | 0,81%      | 0/30      | 0/99      | No llegan al balotaje |
| Partido Verde Animalista                                 | Gustavo Salle - Ana Cordano                              | 19.392           | 0,80%      | 0/30      | 0/99      | No llegan al balotaje |
| Partido Digital                                          | Daniel Goldman - Diego Ruete                             | 6.363            | 0,26%      | 0/30      | 0/99      | No llegan al balotaje |
| Partido de los Trabajadores                              | Rafael Fernández - Andrea Revuelta                       | 1.387            | 0,06%      | 0/30      | 0/99      | No llegan al balotaje |
| Plebiscitos                                              | Reforma de la Seguridad                                  | 1.139.433        | 46,83%     | 46,83%    | 46,83%    | Rechazado             |
| Votos anulados                                           | Votos anulados                                           | 44.597           | 1,83%      | 1,83%     | 1,83%     | 1,83%                 |
| Votos en blanco                                          | Votos en blanco                                          | 43.597           | 1,79%      | 1,79%     | 1,79%     | 1,79%                 |
| Votos observados anulados                                | Votos observados anulados                                | 205              | 0,01%      | 0,01%     | 0,01%     | 0,01%                 |
| Total de votos válidos a partidos                        | Total de votos válidos a partidos                        | 2.344.965        | 2.344.965  | 2.344.965 | 2.344.965 | 2.344.965             |
| Total de votos emitidos                                  | Total de votos emitidos                                  | 2.433.364        | 2.433.364  | 2.433.364 | 2.433.364 | 2.433.364             |
| Total de electores habilitados para la elección nacional | Total de electores habilitados para la elección nacional | 2.699.978        | 2.699.978  | 2.699.978 | 2.699.978 | 2.699.978             |
| Total de electores habilitados para el plebiscito        | Total de electores habilitados para el plebiscito        | 2.699.463        | 2.699.463  | 2.699.463 | 2.699.463 | 2.699.463             |
| Fuente: Corte Electoral                                  |                                                          |                  |            |           |           |                       |

#### Resultados por departamentos
| Departamentos ganados por el Frente Amplio (9)    |
| Departamentos ganados por el Partido Nacional (9) |
| Departamentos ganados por el Partido Colorado (1) |

| Departamento   | Frente Amplio Martínez/Villar | Frente Amplio Martínez/Villar | Partido Nacional Lacalle/Argimón | Partido Nacional Lacalle/Argimón | Partido Colorado Talvi/Silva | Partido Colorado Talvi/Silva | Cabildo Abierto Manini /Domenech | Cabildo Abierto Manini /Domenech | PERI Vega/Chucarro | PERI Vega/Chucarro | Partido de la Gente Novick/Peña | Partido de la Gente Novick/Peña | Partido Independiente Mieres/Bottero | Partido Independiente Mieres/Bottero | Plebiscito | Plebiscito |        |        |
| Departamento   | Votos                         | %                             | Votos                            | %                                | Votos                        | %                            | Votos                            | %                                | Votos              | %                  | Votos                           | %                               | Votos                                | %                                    | Plebiscito | Plebiscito | SÍ (%) | NO (%) |
| -------------- | ----------------------------- | ----------------------------- | -------------------------------- | -------------------------------- | ---------------------------- | ---------------------------- | -------------------------------- | -------------------------------- | ------------------ | ------------------ | ------------------------------- | ------------------------------- | ------------------------------------ | ------------------------------------ | ---------- | ---------- | ------ | ------ |
| Departamento   | Artigas                       | 15.046                        | 27,36                            | 24.224                           | 44,04                        | 4.813                        | 8,75                             | 10.084                           | 18,33              | 185                | 0,34                            | 139                             | 0,25                                 | 151                                  | 0,28       | 60,98      | 39,02  |        |
| Canelones      | 158.221                       | 44,83                         | 101.417                          | 28,74                            | 35.177                       | 9,97                         | 35.202                           | 9,97                             | 6.409              | 1,82               | 5.347                           | 1,52                            | 3.601                                | 1,02                                 | 43,79      | 56,21      |        |        |
| Cerro Largo    | 19.885                        | 30,49                         | 26.215                           | 40,19                            | 5.257                        | 8,06                         | 12.232                           | 18,75                            | 317                | 0,49               | 401                             | 0,61                            | 259                                  | 0,40                                 | 54,28      | 45,72      |        |        |
| Colonia        | 34.068                        | 36,38                         | 32.691                           | 34,91                            | 15.750                       | 16,82                        | 7.099                            | 7,58                             | 958                | 1,02               | 1.104                           | 1,18                            | 879                                  | 0,94                                 | 48,84      | 50,16      |        |        |
| Durazno        | 13.087                        | 28,95                         | 16.557                           | 36,62                            | 5.852                        | 12,94                        | 8.135                            | 17,99                            | 275                | 0,61               | 258                             | 0,57                            | 325                                  | 0,72                                 | 57,72      | 42,28      |        |        |
| Flores         | 5.308                         | 26,23                         | 7.357                            | 36,36                            | 4.055                        | 20,04                        | 2.874                            | 14,20                            | 134                | 0,66               | 204                             | 1,01                            | 116                                  | 0,57                                 | 57,31      | 42,69      |        |        |
| Florida        | 17.267                        | 33,36                         | 18.809                           | 36,34                            | 7.919                        | 15,30                        | 5.611                            | 10,84                            | 359                | 0,69               | 454                             | 1,01                            | 405                                  | 0,88                                 | 52,32      | 47,68      |        |        |
| Lavalleja      | 11.856                        | 25,59                         | 17.608                           | 37,98                            | 8.198                        | 17,68                        | 7.024                            | 15,15                            | 491                | 1,06               | 325                             | 0,70                            | 377                                  | 0,81                                 | 60,76      | 39,24      |        |        |
| Maldonado      | 37.496                        | 30,25                         | 47.339                           | 38,19                            | 15.281                       | 12,33                        | 15.751                           | 12,71                            | 2.782              | 2,24               | 1.229                           | 0,99                            | 1.437                                | 1,16                                 | 55,26      | 44,74      |        |        |
| Montevideo     | 438.839                       | 49,12                         | 214.675                          | 24,03                            | 98.559                       | 11,03                        | 76.410                           | 8,55                             | 15.978             | 1,79               | 11.715                          | 1,31                            | 12.415                               | 1,39                                 | 38,89      | 61,11      |        |        |
| Paysandú       | 32.698                        | 39,09                         | 28.971                           | 34,64                            | 11.378                       | 13,60                        | 6.919                            | 8,27                             | 1.154              | 1,38               | 701                             | 0,84                            | 509                                  | 0,61                                 | 50,71      | 49,29      |        |        |
| Río Negro      | 14.263                        | 35,21                         | 13.546                           | 33,44                            | 6.816                        | 16,83                        | 4.604                            | 11,37                            | 325                | 0,80               | 224                             | 0,55                            | 286                                  | 0,71                                 | 52,03      | 47,97      |        |        |
| Rivera         | 15.274                        | 19.76                         | 20.419                           | 26,41                            | 21.256                       | 27,50                        | 18.948                           | 24,52                            | 181                | 0,23               | 231                             | 0,30                            | 261                                  | 0,34                                 | 62,03      | 37,97      |        |        |
| Rocha          | 18.903                        | 34,25                         | 17.317                           | 31,38                            | 5.788                        | 10,49                        | 10.553                           | 19,12                            | 919                | 1,67               | 348                             | 0,63                            | 310                                  | 0,56                                 | 50,79      | 49,21      |        |        |
| Salto          | 33.720                        | 36,74                         | 21.681                           | 23,63                            | 22.001                       | 23,97                        | 11.474                           | 12,50                            | 506                | 0,55               | 1.080                           | 1,18                            | 561                                  | 0,61                                 | 53,74      | 46,26      |        |        |
| San José       | 29.257                        | 38,83                         | 26.360                           | 34,98                            | 8.140                        | 10,80                        | 8.022                            | 10,65                            | 897                | 1,19               | 792                             | 1,05                            | 748                                  | 0,99                                 | 49,77      | 50,23      |        |        |
| Soriano        | 23.386                        | 36,04                         | 20.951                           | 32,29                            | 10.454                       | 16,11                        | 7.620                            | 11,74                            | 877                | 1,35               | 476                             | 0,73                            | 310                                  | 0,48                                 | 49,65      | 50,35      |        |        |
| Tacuarembó     | 20.239                        | 28,65                         | 25.221                           | 35,70                            | 10.198                       | 14,43                        | 12.252                           | 17,34                            | 516                | 0,73               | 969                             | 1,37                            | 487                                  | 0,69                                 | 56,48      | 43,52      |        |        |
| Treinta y Tres | 10.553                        | 27,77                         | 15.074                           | 39,66                            | 3.285                        | 8,64                         | 7.922                            | 20,85                            | 198                | 0,52               | 316                             | 0,83                            | 143                                  | 0,38                                 | 57,45      | 42,55      |        |        |

### Segunda vuelta
En los días previos al balotaje, en medio de una campaña caracterizada por la agresividad en las redes sociales, hubo algunos gestos de acercamiento, como la ilustración "Abrazo político" del dibujante Santiago Vecino o las multitudes de jóvenes adherentes de los dos candidatos en pugna que entonaron juntos el Himno Nacional uruguayo en la Rambla de Montevideo.
Una vez celebrados los comicios, por primera vez en la historia electoral uruguaya, se aguarda el pronunciamiento oficial de la Corte Electoral, una vez finalizado el escrutinio de todos los votos, para proclamar al ganador.
El escrutinio primario resultó en una leve ventaja para Lacalle Pou, pero la diferencia con Martínez fue muy pequeña, menor a la cantidad de votos observados (que no se contabilizan en el escrutinio primario), por lo que la fórmula ganadora se determina al finalizar el escrutinio departamental. La Corte Electoral se abocó al recuento de votos en la semana que concluyó el viernes 29 de noviembre. Al final, la diferencia entre las dos fórmulas fue de apenas 37.042 votos. En un gesto de reconocimiento y cordialidad, Martínez visitó a Lacalle Pou en su sede el viernes 29 de noviembre.
| Partido político                                         | Fórmula presidencial                                     | Votos al partido | Porcentaje de votos válidos | Porcentaje de votos emitidos | Resultado         |
| -------------------------------------------------------- | -------------------------------------------------------- | ---------------- | --------------------------- | ---------------------------- | ----------------- |
| Partido Nacional - Coalición Multicolor                  | Luis Alberto Lacalle Pou - Beatriz Argimón               | 1.189.313        | 49.98 %                     | 48,88 %                      | Fórmula ganadora  |
| Partido Socialista - Frente Amplio                       | Daniel Martínez - Graciela Villar                        | 1.152.271        | 48,42 %                     | 47,36 %                      | Fórmula perdedora |
| Votos anulados                                           | Votos anulados                                           | 53.193           | -                           | 2,19 %                       |                   |
| Votos en blanco                                          | Votos en blanco                                          | 38.024           | 1,60 %                      | 1.56 %                       |                   |
| Votos observados anulados                                | Votos observados anulados                                | 395              | -                           | 0.02 %                       |                   |
| Total de votos válidos a partidos                        | Total de votos válidos a partidos                        | 2.341.584        |                             |                              |                   |
| Total de votos emitidos                                  | Total de votos emitidos                                  | 2.433.196        |                             |                              |                   |
| Total de electores habilitados para la elección nacional | Total de electores habilitados para la elección nacional | 2.699.980        |                             |                              |                   |
| Fuente: Corte Electoral                                  |                                                          |                  |                             |                              |                   |

### Resultados por departamentos en segunda vuelta
| Departamentos ganados por el Frente Amplio (2)     |
| Departamentos ganados por el Partido Nacional (17) |

| Departamento   | Lacalle/Argimón | Lacalle/Argimón | Martínez/Villar | Martínez/Villar |
| Departamento   | Votos           | %               | Votos           | %               |
| Artigas        | 34.958          | 63,84%          | 19.800          | 36,16%          |
| Canelones      | 165.350         | 46,59%          | 189.577         | 53,41%          |
| Cerro Largo    | 38.620          | 59,34%          | 26.466          | 40,66%          |
| Colonia        | 52.111          | 55,40%          | 41.946          | 44,60%          |
| Durazno        | 26.948          | 60,68%          | 17.905          | 39,32%          |
| Flores         | 13.102          | 65,21%          | 6.990           | 34,79%          |
| Florida        | 29.257          | 56,62%          | 22.419          | 43,38%          |
| Lavalleja      | 30.249          | 65,50%          | 15.934          | 34,50%          |
| Maldonado      | 74.193          | 60,34%          | 48.768          | 39,66%          |
| Montevideo     | 383.991         | 43,08%          | 507.346         | 56,92%          |
| Paysandú       | 43.404          | 51,97%          | 40.114          | 48,03%          |
| Río Negro      | 22.953          | 56,76%          | 17.485          | 43,24%          |
| Rivera         | 52.842          | 68,74%          | 24.029          | 31,26%          |
| Rocha          | 30.736          | 56,02%          | 24.129          | 43,98%          |
| Salto          | 48.240          | 52,64%          | 43.398          | 47,36%          |
| San José       | 40.247          | 53,36%          | 35.178          | 46,64%          |
| Soriano        | 34.318          | 52,98%          | 30.453          | 47,02%          |
| Tacuarembó     | 44.092          | 62,75%          | 26.179          | 37,25%          |
| Treinta y Tres | 23.702          | 62,61%          | 14.155          | 37,39%          |
| Total          | 1.189.313       | 50,79%          | 1.152.271       | 49,21%          |

## Representación parlamentaria

### Senadores electos
En esta primera vuelta, también quedó definida la integración de la Cámara de Senadores y la Cámara de Representantes. En el Senado, el Frente Amplio obtuvo 13 integrantes, el Partido Nacional logró 10 miembros (junto a la elección de Beatriz Argimón como Vicepresidenta llegan a 11 miembros en la Cámara Alta), el Partido Colorado 4 y el novel Cabildo Abierto 3.
| Partido / Coalición           | Escaños |
| ----------------------------- | --- |
| Frente Amplio                 | 13 (José Mujica, Lucía Topolansky, Eduardo Bonomi, Sandra Lazo, Charles Carrera, Mario Bergara, Liliam Kechichián, Enrique Rubio, Amanda Della Ventura, Daniel Olesker, Óscar Andrade, Carolina Cosse y Danilo Astori) |
| Partido Nacional              | 10 (Luis Lacalle Pou, Álvaro Delgado, Graciela Bianchi, Luis Alberto Heber, Sergio Botana, Gloria Rodríguez, Jorge Larrañaga, Javier García, Jorge Gandini y Juan Sartori)                                             |
| Partido Colorado              | 4 (Ernesto Talvi, Germán Coutinho, Julio María Sanguinetti y Adrián Peña) |
| Cabildo Abierto               | 3 (Guido Manini Ríos, Guillermo Domenech e Irene Moreira) |
| Fuente: Senadores 2020 - 2025 | |

### Votación por departamentos y Representantes nacionales electos
En la Cámara de Representantes, el Frente Amplio obtuvo en el organismo 42 miembros. En tanto, el Partido Nacional logró 30 bancas, el Partido Colorado 13, Cabildo Abierto 11, el Partido Independiente 1, el Partido de la gente 1 y accedió a la cámara de diputados el Partido Ecologista Radical Intransigente con una banca.
|  | 44.04 % |

|  | 27.36 % |

|  | 18.33 % |

|  | 8.75 % |

|  | 0.34 % |

|  | 0.28 % |

|  | 0.27 % |

|  | 0.25 % |

|  | 0.25 % |

|  | 0.10 % |

|  | 0.03 % |

|  | 44.83 % |

|  | 28.74 % |

|  | 9.97 % |

|  | 9.97 % |

|  | 1.82 % |

|  | 1.52 % |

|  | 1.02 % |

|  | 0.89 % |

|  | 0.88 % |

|  | 0.31 % |

|  | 0.06 % |

|  | 40.19 % |

|  | 30.49 % |

|  | 18.75 % |

|  | 8.06 % |

|  | 0.61 % |

|  | 0.54 % |

|  | 0.49 % |

|  | 0.40 % |

|  | 0.33 % |

|  | 0.10 % |

|  | 0.03 % |

|  | 36.38 % |

|  | 34.91 % |

|  | 16.82 % |

|  | 7.58 % |

|  | 1.18 % |

|  | 1.02 % |

|  | 0.94 % |

|  | 0.51 % |

|  | 0.44 % |

|  | 0.17 % |

|  | 0.05 % |

|  | 36.62 % |

|  | 28.95 % |

|  | 17.99 % |

|  | 12.94 % |

|  | 0.72 % |

|  | 0.68 % |

|  | 0.61 % |

|  | 0.57 % |

|  | 0.54 % |

|  | 0.29 % |

|  | 0.05 % |

|  | 36.36 % |

|  | 26.23 % |

|  | 20.04 % |

|  | 14.20 % |

|  | 1.01 % |

|  | 0.66 % |

|  | 0.57 % |

|  | 0.35 % |

|  | 0.35 % |

|  | 0.19 % |

|  | 0.03 % |

|  | 36.34 % |

|  | 33.36 % |

|  | 15.30 % |

|  | 10.84 % |

|  | 1.05 % |

|  | 1.01 % |

|  | 0.88 % |

|  | 0.69 % |

|  | 0.51 % |

|  | 0.17 % |

|  | 0.06 % |

|  | 37.98 % |

|  | 25.59 % |

|  | 17.68 % |

|  | 15.15 % |

|  | 1.06 % |

|  | 0.81 % |

|  | 0.70 % |

|  | 0.47 % |

|  | 0.34 % |

|  | 0.18 % |

|  | 0.05 % |

|  | 38.19 % |

|  | 30.25 % |

|  | 12.71 % |

|  | 12.33 % |

|  | 2.24 % |

|  | 1.16 % |

|  | 1.16 % |

|  | 0.99 % |

|  | 0.59 % |

|  | 0.33 % |

|  | 0.03 % |

|  | 49.12 % |

|  | 24.03 % |

|  | 11.03 % |

|  | 8.55 % |

|  | 1.79 % |

|  | 1.39 % |

|  | 1.31 % |

|  | 1.22 % |

|  | 1.13 % |

|  | 0.34 % |

|  | 0.08 % |

|  | 39.09 % |

|  | 34.64 % |

|  | 13.60 % |

|  | 8.27 % |

|  | 1.38 % |

|  | 0.84 % |

|  | 0.81 % |

|  | 0.61 % |

|  | 0.53 % |

|  | 0.19 % |

|  | 0.04 % |

|  | 35.21 % |

|  | 33.44 % |

|  | 16.83 % |

|  | 11.37 % |

|  | 0.80 % |

|  | 0.71 % |

|  | 0.55 % |

|  | 0.46 % |

|  | 0.40 % |

|  | 0.22 % |

|  | 0.00 % |

|  | 27.50 % |

|  | 26.41 % |

|  | 24.52 % |

|  | 19.76 % |

|  | 0.41 % |

|  | 0.34 % |

|  | 0.34 % |

|  | 0.30 % |

|  | 0.23 % |

|  | 0.11 % |

|  | 0.07 % |

|  | 34.25 % |

|  | 31.38 % |

|  | 19.12 % |

|  | 10.49 % |

|  | 1.67 % |

|  | 0.91 % |

|  | 0.78 % |

|  | 0.63 % |

|  | 0.56 % |

|  | 0.15 % |

|  | 0.07 % |

|  | 36.74 % |

|  | 23.97 % |

|  | 23.63 % |

|  | 12.50 % |

|  | 1.18 % |

|  | 0.61 % |

|  | 0.55 % |

|  | 0.30 % |

|  | 0.30 % |

|  | 0.19 % |

|  | 0.03 % |

|  | 38.83 % |

|  | 34.98 % |

|  | 10.80 % |

|  | 10.65 % |

|  | 1.19 % |

|  | 1.05 % |

|  | 0.99 % |

|  | 0.69 % |

|  | 0.55 % |

|  | 0.21 % |

|  | 0.06 % |

|  | 36.04 % |

|  | 32.29 % |

|  | 16.11 % |

|  | 11.74 % |

|  | 1.35 % |

|  | 0.73 % |

|  | 0.59 % |

|  | 0.48 % |

|  | 0.44 % |

|  | 0.22 % |

|  | 0.00 % |

|  | 35.70 % |

|  | 28.65 % |

|  | 17.34 % |

|  | 14.43 % |

|  | 1.37 % |

|  | 0.73 % |

|  | 0.69 % |

|  | 0.52 % |

|  | 0.44 % |

|  | 0.11 % |

|  | 0.02 % |

|  | 39.66 % |

|  | 27.77 % |

|  | 20.85 % |

|  | 8.64 % |

|  | 0.83 % |

|  | 0.66 % |

|  | 0.52 % |

|  | 0.43 % |

|  | 0.38 % |

|  | 0.20 % |

|  | 0.06 % |